# Дуда (футболист)
Сержиу Паулу Барбоса Валенте (порт. Sérgio Paulo Barbosa Valente, более известный как Дуда; 27 июня 1980, Порту, Португалия) — португальский футболист, выступавший на позиции левого полузащитника. Участник чемпионата мира 2010 года в составе национальной сборной Португалии.

## Клубная карьера
Дуда является воспитанником клуба «Витория» из Гимарайнша, но всю свою профессиональную карьеру провёл в испанских клубах, первым из которых стал «Кадис». В 2001 году Дуда перешёл в «Малагу», за которую выступает с небольшими перерывами до сих пор. Кроме этого Дуда провёл один сезон в «Леванте» и два в «Севильи». Вместе с «Севильей» Дуда выиграл Кубок и Суперкубок УЕФА, однако не сумев закрепится в основном составе вернулся в «Малагу».

## Международная карьера
5 июня 2007 года в товарищеском матче против сборной Кувейта Дуда дебютировал за сборную Португалии. 20 августа 2008 года в поединке против сборной Фарерских островов он забил свой первый гол за национальную команду.
В 2010 году Дуда был включён в заявку сборной на чемпионат мира 2010 в ЮАР. На турнире он принял участие во встречах против сборных Бразилии и Северной Кореи.

### Голы за сборную Португалии
| #  | Дата            | Место                                     | Противник         | Счёт | Результат | Соревнование      |
| -- | --------------- | ----------------------------------------- | ----------------- | ---- | --------- | ----------------- |
| 1. | 20 августа 2008 | Муниципальный стадион, Авейру, Португалия | Фарерские острова | 3:0  | 5:0       | Товарищеский матч |

## Достижения
Командные
 «Малага»
- Обладатель Кубка Интертото — 2002

 «Севилья»
- Обладатель Суперкубка УЕФА — 2006
- Обладатель Кубка УЕФА — 2006/07
- Обладатель Кубка Испании — 2006/07
- Обладатель Суперкубка Испании — 2007